# Вильчинский, Владимир Нестерович
Владимир Нестерович Вильчинский (укр. Володимир Нестерович Вільчинський; род. 1 мая 1967, Куликов, Львовская область) — советский и украинский футболист, защитник. Позже — тренер. Мастер спорта Украины, специалист первой категории. В настоящее время работает тренером во львовских «Карпатах».

## Карьера футболиста
Воспитанник львовского футбола.
Начал профессиональную карьеру в 1985 году в винницкой «Ниве» во Второй лиге СССР, где являлся игроком основного состава и стал серебряным призёром турнира. Затем выступал за команду Львовского высшего военно-политического училища (где играл вместе с Иваном Гецко) и львовскую «Звезду». В 1989 году его приглашали во львовские «Карпаты». В последнем розыгрыше второй низшей лиге СССР выступал за ровенский «Авангард», который тогда занял четвёртое место, набрав также же количество очков как бронзовый призёр турнира — никопольский «Колос». В Кубке Украинской ССР команда дошла до финала где уступила «Темпу» из Шепетовки (2:3 по сумме двух игр).
В сезоне 1991/92 находился в стане польского «Ястшембе», который выступал в третьем по силе дивизионе страны. В 1992 году перешёл в стрыйскую «Скалу» из Первой лиги Украины, где стал капитаном команды. В начале 1994 года стал игроком «Львова». Переходная лига сезона 1993/94 завершилась для команды четвёртым местом, с рамным количеством очков с серебряным и бронзовым призёрами турнира и выходом во Вторую лигу. В третьем по силе украинском дивизионе «Львов» занял второе место и вышел в Первую лигу. Всего за «Львов» выступал на протяжении пяти лет, проведя за команду более двухсот матчей в украинском футболе, стал одним из гвардейцев клуба.
В начале 1999 года стал игроком львовских «Карпат», по приглашению Степана Юрчишина. В Высшей лиге Украины дебютировал в возрасте 32 лет, 3 апреля 1999 года, в матче против донецкого «Металлурга» (2:0). Чемпионат завершился для львовян на четвёртом месте, а в финале Кубка Украины «Карпаты» уступили киевскому «Динамо» со счётом (0:3). Высокое место в чемпионате дало право львовянам выступать в Кубке УЕФА, где украинцы уступили в первом раунде шведскому «Хельсингборгу». Вильчинский принял участие в обоих еврокубковых играх.
Завершил карьеру в 2002 году в составе фарм-клуба «Карпаты-2», которые выступали в Первой лиге. Всего за основной состав «Карпат» сыграл в Высшей лиге более семидесяти матчей.

## Тренерская карьера
Окончил Львовский государственный университет физической культуры.
В 2002 году стал тренером в клубе «Галичина-Карпаты», где помогал Владимиру Безубяку. Спустя два года перешёл на работу в Львовский государственный университет физической культуры, где проработал следующие четыре года. Там он работал с командой 1992 года рождения на протяжении трёх лет. Летом 2006 года вместе с подопечными выиграл турнир в Швеции. Среди его воспитанников были Роман Данкович, Николай Жовтюк, Сергей Загидулин (1992 года рождения) и Олег Голодюк, Иван Белый, Андрей Радь (1988 года рождения)
Летом 2008 года возглавил «Карпаты-2», когда команда выступала во Второй лиге Украины, отказавшись от предложений «Техно-Центра» и «Равы». Вместе с Романом Толочко привёл молодёжный состав «Карпат» к победе в молодёжном чемпионате Украины 2009/10. В сезоне 2010/11 работал в «Карпатах» на различных должностях — тренер, главный тренер дубля, тренер молодёжного состава. В 2014 году команда «Карпат» 2000 года рождения стала серебряным призёром Детско-юношеской футбольной лиги Украины. Его команда принимала участие в юношеском турнире Future Talents Cup-2017.

## Достижения
«Нива» (Винница)
- Серебряный призёр Второй лиги СССР: 1985

«Авангард» (Ровно)
- Финалист Кубка Украинской ССР: 1991

«Львов»
- Серебряный призёр Второй лиги Украины: 1994/95

«Карпаты» (Львов)
- Финалист Кубка Украины: 1998/99

## Личная жизнь
Его сын Богдан также футболист.

## Статистика
| Сезон   | Клуб             | Лига               | Чемпионат | Чемпионат | Кубок | Кубок |
| Сезон   | Клуб             | Лига               | Игры      | Голы      | Игры  | Голы  |
| ------- | ---------------- | ------------------ | --------- | --------- | ----- | ----- |
| 1985    | Нива (Винница)   | Вторая лига        | 34        | 0         |       |       |
| 1991    | Авангард (Ровно) | Вторая низшая лига | 39        | 1         |       |       |
| 1991/92 | Ястшембе         | Вторая лига        | 2         | 1         |       |       |
| 1992/93 | Скала (Стрый)    | Первая лига        | 21        | 1         |       |       |
| 1993/94 | Скала (Стрый)    | Первая лига        | 17        | 3         | 4     | 1     |
| 1993/94 | Львов            | Переходная лига    | 11        | 0         |       |       |
| 1994/95 | Львов            | Вторая лига        | 39        | 6         | 1     | 0     |
| 1995/96 | Львов            | Первая лига        | 42        | 3         | 1     | 0     |
| 1996/97 | Львов            | Первая лига        | 45        | 5         | 2     | 0     |
| 1997/98 | Львов            | Первая лига        | 41        | 6         | 2     | 0     |
| 1998/99 | Львов            | Первая лига        | 17        | 1         | 5     | 1     |
| 1998/99 | Карпаты (Львов)  | Высшая лига        | 10        | 0         | 3     | 0     |
| 1999/00 | Карпаты (Львов)  | Высшая лига        | 25        | 0         | 2     | 1     |
| 2000/01 | Карпаты (Львов)  | Высшая лига        | 25        | 2         | 1     | 0     |
| 2001/02 | Карпаты (Львов)  | Высшая лига        | 12        | 0         | 5     | 0     |
| 1998/99 | → Карпаты-2      | Вторая лига        | 1         | 0         |       |       |
| 1999/00 | → Карпаты-2      | Вторая лига        | 3         | 1         |       |       |
| 2000/01 | → Карпаты-2      | Вторая лига        | 3         | 0         |       |       |
| 2001/02 | → Карпаты-2      | Первая лига        | 6         | 0         |       |       |
| 1999/00 | → Львов          | Первая лига        | 1         | 0         |       |       |
| 2001/02 | → Карпаты-3      | Вторая лига        | 1         | 0         |       |       |

Источники:
- Статистика — Профиль на сайте FootballFacts.ru